# Thành phố chuỗi
Mô hình Thành phố chuỗi (hay Thành phố dạng tuyến) do Arturo Soria y Mata, một kiến trúc sư người Tây Ban Nha, đề xuất năm 1882. 

## Đặc điểm chính
Mô hình Thành phố tuyến của Mata là một hình thức phân bố dân cư theo một dải hẹp rộng 500 m và có thể kéo dài không hạn chế để tránh việc tập trung dân cư cao tại trung tâm thành phố. Mata chủ trương lấy giao thông vận tải, đặc biệt là đường sắt, là nhân tố quyết định sự hình thành đô thị. Trong khoảng 500 m rộng kéo dài, tuỳ sự cần thiết sẽ đặt đường xe chạy, đường cấp nước, đường dây điện... Hai bên là các khu ở, cứ cách một đoạn là có một cơ cấu quản lý thị chính. Thành phố tuyến sẽ là phương cách hữu hiệu để nối liền các điểm dân cư đô thị. Ông tạo giải pháp để đưa cuộc sống đô thị gần gũi với thiên nhiên, khai thác những ưu điểm của hình thức thôn xóm, gắn liền với điều kiện kỹ thuật hiện đại trong cuộc sống đô thị.

## Nguyên lý
Sơ đồ nguyên tắc của Thành phố tuyến của Soria y Mata bao gồm các thành phần sau đây: 
- Tuyến giữa là đường giao thông chính rộng 40 mét, trên trục này có đường sắt điện khí hoá;
- Hai dải đất hai bên dành để xây dựng nhà ở (dải đất đủ rộng để chia ra 7 lô đất hình chữ nhật theo chiều sâu cho 7 dãy nhà), các đường thẳng góc với đường chính rộng 20 mét, các nhà có tỷ lệ diện tích xây dựng trên diện tích khu đất là không lớn hơn 20%, mỗi nhà có vườn hoa riêng và chỉ xây dựng chỉ 2-3 ba tầng với các kiểu đa dạng khác nhau;
- Hai dải ngoài cùng hai bên là dành cho cây xanh và đất nông nghiệp.
- Chiều rộng của các công trình xây dựng dọc hai bên đường khoảng 200- 300m. Chiều rộng của trục giao thông là 40m, có thể là đường sắt, đường bộ, hoặc tàu điện, mạng đường vuông góc với đường chính 20m;
- Hiện đại hóa các phương tiện giao thông công cộng bằng metro, tàu điện nổi, xe điện trên không;
- Các ô phố có nhiều dạng: vuông, chữ nhật, tam giác, hình thang;
- Sử dụng đất đai: 1/5 đất nhà ở, 4/5 là đất nông nghiệp. Diện tích tối thiểu một lô là 400m² (80m² nhà ở, 320 m² vườn);
- Nhà ở là nhà thấp tầng;
- Tổ chức lãnh thổ không gian ở quy mô quốc gia;
- Dải thành phố nối liền các trung tâm đô thị;

## Công trình đô thị tiêu biểu
Chuỗi thành phố ở Madrid, do Soria Y Mata khởi xướng năm 1890, dự kiến dài 58 km, rộng 500m, nhưng do thiếu kinh phí nên chỉ xây dựng được 5.200m.